# Anna de' Medici (1616–1676)
Anna de' Medici, Prințesă de Toscana (n. 21 iulie 1616, Florența, Marele Ducat de Toscana – d. 11 septembrie 1676, Viena, Monarhia Habsburgică) a fost fiica lui Cosimo al II-lea de' Medici, Mare Duce de Toscana și a soției sale, Maria Maddalena de Austria. A fost mama Claudiei Felicitas, Împărăteasă a Sfântului Imperiu Roman.

## Biografie
Anna s-a născut în 21 iulie 1616, la Florența care în acea vreme era capitala Toscanei. A fost fiica lui Cosimo al II-lea de' Medici și a Mariei Maddalena de Austria. După ce tratativele pentru căsătoria ei cu Gaston, Duce de Orléans au eșuat, s-a decis ca Anna să se căsătorească cu Ferdinand Carol, Arhiduce de Austria, care era verișorul ei, fiind fiul Claudiei de' Medici, sora tatălui ei. Astfel în 1646, Anna a părăsit Florența natală și a plecat la Innsbruck pentru a se căsători. Căsătoria s-a celebrat în 10 iunie: Anna avea treizeci de ani, soțul său optsprezece. Căsătoria fusese negociată de către mama lui Ferdinand, Claudia de' Medici, care regentă după moartea soțului său în 1632, reușise să țină Tirolul în afara războiului de treizeci de ani. Cuplul a preferat fastul de la curtea Toscanei, munților Tirolului, prin urmare stăteau mai des la Florența decât la Innsbruck. Ca rezultat, prima lor fiică s-a născut în Toscana. Cuplul a avut trei fiice, însă a doua fiică a murit la naștere.

### Văduvia

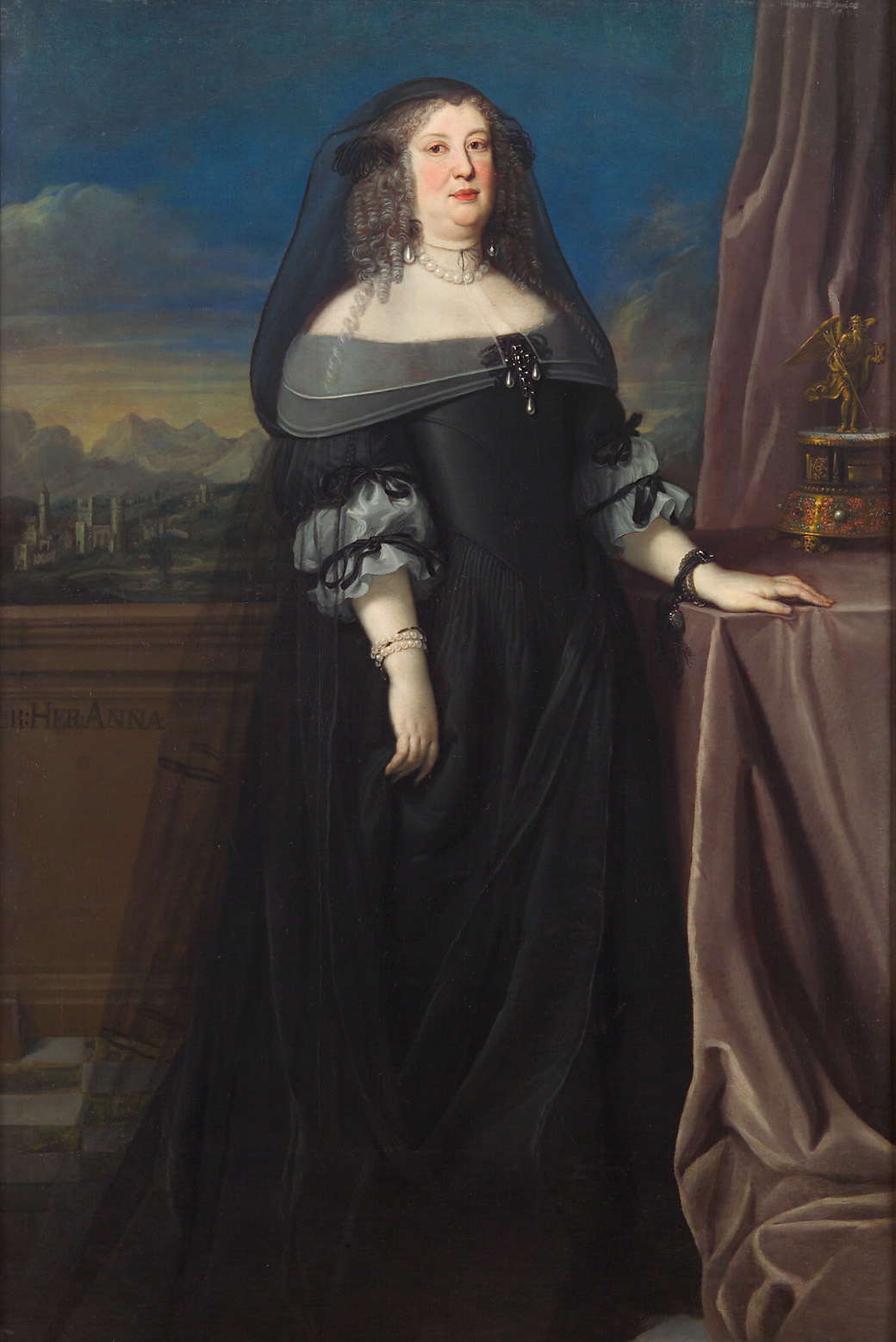
Anna de austria de Giovanni Maria Morandi, 1666

În 1632 Ferdinand a murit. Cum cuplul avea doar două fete, fratele mai mic a lui Ferdinand, Sigismund Francis, a moștenit titlurile sale de conte de Tirol și arhiduce de Austria. În 1665, la câteva zile după ce se  căsătorise, Sigismund Francis a murit. Cu toate eforturile Annei de-a păstra o urmă de putere pentru ea ca văduvă, ținuturile s-au întors sub guvernarea directă a Vienei. Încercările de a convinge Viena, derivau din faptul că Anna dorea să protejeze drepturile fiicelor sale. Această dispută a fost remediată în 1673 când fiica sa Claudia Felicitas s-a căsătorit cu Leopold Împărat Roman. 
Anna a supraviețuit nu doar soțului ei, ci și fiicei sale mai mari, care a murit la scurt timp după căsătorie. Anna a murit în 11 septembrie 1611 la Viena, în vârstă de șaizeci de ani.

## Copii
- Claudia Felicitas de Austria, n. 30 mai 1653 - m. 8 aprilie 1676. S-a căsătorit cu Leopold I al Sfântului Imperiu Roman. A avut doi copii care au murit în copilărie.
- O fetiță în 19 iulie 1664 a murit la naștere.
- Arhiducesa Maria Magdalena a Austriei, n. 17 august 1656 - m. 21 ianuarie 1669.